# 872 (numero)
Ottocentosettantadue (872) è il numero naturale dopo l'871 e prima dell'873.

## Proprietà matematiche
- È un numero pari.
- È un numero composto con 8 divisori: 1, 2, 4, 8, 109, 218, 436, 872. Poiché la somma dei suoi divisori (escluso il numero stesso) è 778 < 872, è un numero difettivo.
- È un numero nontotiente (per cui la equazione φ(x) = n non ha soluzione).
- È un numero rifattorizzabile in quanto divisibile per il numero dei propri divisori.
- È un numero odioso.
- È un numero intoccabile.
- È un numero palindromo e un numero ondulante nel sistema posizionale a base 14 (464).
- È un numero colombiano nel sistema numerico decimale.
- È parte delle terne pitagoriche (480, 728, 872), (654, 872, 1090), (872, 1635, 1853), (872, 11865, 11897), (872, 23754, 23770), (872, 47520, 47528), (872, 95046, 95050), (872, 190095, 190097).

## Astronomia
- 872 Holda è un asteroide della fascia principale del sistema solare.
- NGC 872 è un galassia spirale della costellazione della Balena.

## Astronautica
- Cosmos 872 è un satellite artificiale russo.